# Diegoglossidium maradonai
Diegoglossidium maradonai es una especie de gusano plano (tremátodo) parásito de la familia Alloglossidae. La especie fue descripta en 2022 a partir de especímenes colectados en el interior del intestino del pez siluriforme Hoplosternum littorale colectados en el Arroyo Buñirigo, en la Provincia de Buenos Aires, Argentina. 
Esta especie de gusano plano, así como el género que la contiene, fue nombrana en honor al futbolista argentino Diego Maradona. 

## Descripción
Diegoglossidium maradonai tiene el cuerpo alargado (3.6-4.6 mm de largo x 1.03 mm de ancho) sin espinas tegumentales. Presenta dos ventosas, una ventosa oral redondeada y de ubicación subterminal pequeña y una ventosa ventral también redondeada en la mitad del cuerpo del doble de tamaño que la ventosa oral. El sistema digestivo se caracteriza por una pre-faringe corta, una faringe bien desarrollada, un esófago corto y un intestino ciego bifurcado que termina en la parte posterior del cuerpo. Estos gusanos son hermafroditas, con aparato reproductor masculino compuesto de dos testículos ovalados en la parte posterior del cuerpo y un sistema reproductor femenino compuesto de un ovario lobulado en la parte media del cuerpo y un útero alargado que ocupa la parte posterior del cuerpo. Folículos vitelínicos organizados en dos hileras longitudinales a cada lado del cuerpo. Huevos pequeños y alargados en gran número. El gonoporo se ubican en la parte anterior y lateral a la ventosa ventral.   

## Biología
D. maradonai es un parásito intestinal de peces de agua dulce, siendo el pez siluriforme Hoplosternum littorale el hospedador tipo. 

## Etimología
El género fue nombrado en honor al futbolista argentino Diego Maradona.

## Filogenia
Análisis basados en la secuencia del gen ribosomal 28S y regiones del espaciador transcrito interno (ITS) de la especie Diegoglossidium maradonai con otros miembros del orden Plagiorchiida indican que esta especie se encuentra estrechamente relacionada con especies el género Magnivitellinum, conformando un grupo hermano con especies del género Alloglossidium dentro de la familia Alloglossidiidae.